# Méthamis
Méthamis é uma comuna francesa na região administrativa da Provença-Alpes-Costa Azul, no departamento de Vaucluse. Estende-se por uma área de 36,81 km². Em 2010 a comuna tinha 447 habitantes (densidade: 12,1 hab./km²).